# 뒤돌아 보지마라
"뒤돌아 보지마라"는 1979년에 개봉한 대한민국의 영화이다.

## 캐스팅
- 이대근
- 홍진희
- 배수천
- 한은진
- 방희정
- 최병철
- 이강조
- 심상천
- 박동룡
- 남포동
- 길도태랑
- 한태일
- 김대현
- 박양근
- 김용호
- 강철
- 덴풍